# Santuario di San Sebastiano Martire
L'antica chiesa madre di San Sebastiano Martire in San Sebastiano al Vesuvio fu elevata a dignità di santuario diocesano il 21 gennaio 2007 dall'arcivescovo di Napoli, il cardinale Crescenzio Sepe. L'edificio di culto è ubicato in piazza Municipio, a San Sebastiano al Vesuvio, nella città metropolitana di Napoli.

## Storia e descrizione
"La chiesa fu eretta intorno al 1500, in seguito ad un'eruzione del Vesuvio che distrusse l'intero agglomerato urbano. Il nuovo edificio sorse nelle vicinanze di un'edicola dedicata a san Sebastiano". In merito a queste notizie forti dubbi nutre lo storico vesuviano Don Giovanni Alagi il quale stila una critica serrata sulla veridicita' di alcuni documenti che considera "inventati". 
L'edificio sacro rivestì particolare importanza nella vicenda amministrativa del piccolo centro; infatti si riuniva l'Università, ossia la comunità amministrativa. La chiesa cinquecentesca venne eretta molto velocemente dai mastri muratori locali ed era priva di campanile, infatti l'unica campana fu posizionata su travi in legno poggianti su pilastri all'interno del vestibolo.
Agli inizi del Seicento furono avviati i primi lavori di ampliamento e di arricchimento degli interni. Venne edificato il campanile a sinistra del prospetto e vennero aggiunti nuovi altari. Sul finire del Seicento fu edificata su commissione del parroco locale, Don Gennaro Visone, la cupola in embrici maiolicati secondo il progetto del regio ingegnere Giovanni Battista Manni. Nel XVIII secolo, a causa dei piccoli sismi causati dall'attività vulcanica del Vesuvio, la struttura venne seriamente compromessa. Nel 1730 l'Università interpellò l'ingegnere e tavolario del Sacro regio consiglio Costantino Manni, figlio di Giovan Battista, a redigere il preventivo delle spese da eseguire. Il Manni fu anche direttore dei lavori di rifacimento delle decorazioni degli interni. Sotto la reggenza del parroco procidano don Giuseppe Scotti di Rinaldo (1767/1778) San Sebastiano martire fu dichiarato il patrono principale come emerge dal Breve del Santo Pontefice Pio VI datato 27 gennaio 1778. Tra il 1778 e il 1782 fu realizzata la scultura lignea del santo patrono dallo scultore Giuseppe Sarno. Ulteriori lavori di ampliamento furono eseguiti nel 1930 quando si decise di spostare più avanti il prospetto distruggendo il vestibolo e la facciata settecentesca. L'intervento fu progettato dall'architetto Emerigo Gerbasio.
L'interno, illuminato dalla maestosa cupola, è a navata unica con sei cappelle a lato. I pilastri della navata sono di ordine corinzio; sulla controfacciata, di carattere austero rispetto alla decorazione settecentesca, è posto un grandioso organo del XVIII secolo dell'organaro napoletano Domenico Antonio Rossi. Le opere artistiche conservate all'interno risalgono prevalentemente al XVIII secolo, alcune di esse vennero trafugate dopo il terremoto del 1980. il 21 gennaio 2007 l'antica chiesa madre di San Sebastiano Martire fu elevata a dignità di santuario diocesano dall'arcivescovo di Napoli, Crescenzio Sepe.

## Orari celebrazioni messe
Giorni feriali: 08:30; 18:30.
Giorni festivi e domenicali: 08:30; 10:30; 11:30; 12:30; 18:00